# Wahrenbrück
Wahrenbrück – dzielnica miasta Uebigau-Wahrenbrück w Niemczech, w kraju związkowym Brandenburgia, w powiecie Elbe-Elster.
Do 30 grudnia 2001 Wahrenbrück było miastem.

## Współpraca

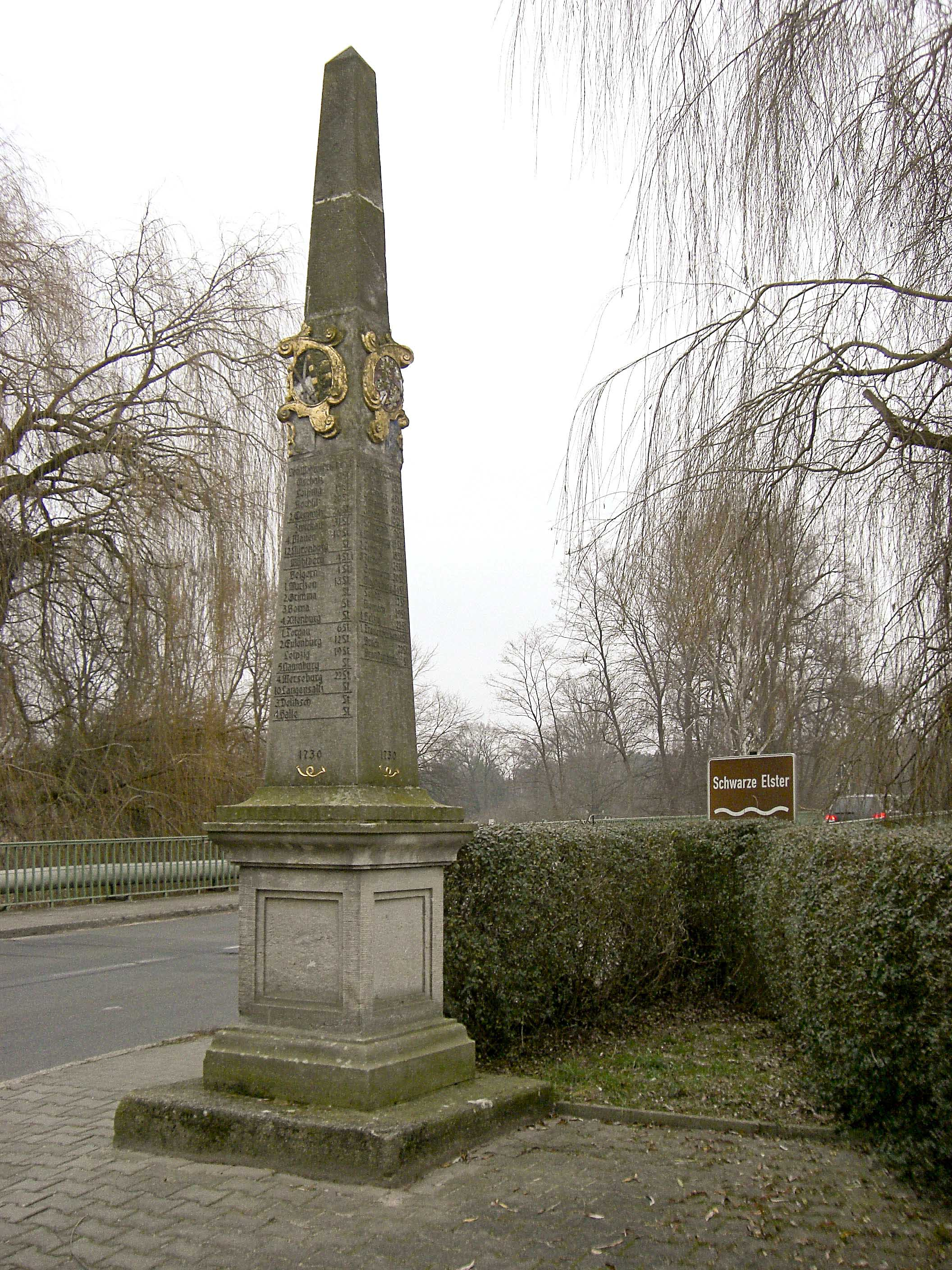
Słup dystansowy poczty polsko-saskiej z 1730 roku

Miejscowość partnerska:
- Wadern, Saara